# Xã Ligonier, Quận Westmoreland, Pennsylvania
Xã Ligonier (tiếng Anh: Ligonier Township) là một xã thuộc quận Westmoreland, tiểu bang Pennsylvania, Hoa Kỳ. Năm 2010, dân số của xã này là 6.603 người.